# Cantonul Reims-1
Cantonul Reims-1 este un canton din arondismentul Reims, departamentul Marne, regiunea Champagne-Ardennen, Franța.

## Comune
- Ormes
- Thillois
- Tinqueux
- Reims (parțial, reședință)